# Капиця Петро Леонідович
Петро́ Леоні́дович Капи́ця (8 липня 1894, Кронштадт, Санкт-Петербург — 8 квітня 1984, Москва, СРСР) — радянський фізик, лауреат Нобелівської премії (1978).

## Біографічні відомості
Мати, з українського волинського шляхетного роду Стебницьких, дочка географа-топографа Ієроніма Стебницького. Батько, полковник Леонід Капиця — молдованин, виходець з Бессарабії.
Петро Капиця навчався у Петербурзькому університеті.
1921 — працював у Кембриджському університеті (Велика Британія) у Кавендіській лабораторії разом з Е.Резерфордом.
1928 — відкрив ефект збільшення електроопору в металах пропорційно напруженості зовнішнього магнітного поля («закон Капиці»).
З 1935 року — «невиїзний» науковець СРСР (після того, як Радянський Союз залишив фізик Г. Гамов).
Один із засновників фізики низьких температур і фізики сильних магнітних полів, академік АН СРСР. Організатор і перший директор (1933—46, з 1955) Інституту фізичних проблем.
За виступи проти створення радянської атомної бомби в 1945 році П.Капиця був усунутий з поста директора Інституту фізичних проблем і 8 років перебував під домашнім арештом.
Серед відзнак П.Капиці, зокрема, медаль Резерфорда від Англійського Фізичного товариства. Вчений був членом 25 наукових товариств у Росії, Швеції, Індії, Польщі, Німеччині, Америці, Голландії.
На честь вченого названо астероїд 3437 Капиця.

## Лондонський період життя
У 1931 році Капиця був обраний членом Французького фізичного товариства. До цього часу у Петра Леонідовича склалися теплі і довірчі відносини з багатьма видатними вченими. Обставини в Кембриджі в корені змінила стан і настрій Капиці. Спочатку він з головою занурився в наукові роботи, а потім поступово повністю повернувся до нормального життя. Він вивчав англійську літературу та історію, купив земельну ділянку на Хантінгтон-Роуд і почав будувати там будинок за власним проєктом. Надалі вчений організував так званий «Капиця-клуб» — семінари для наукової громадськості Кембриджського університету, що проводяться раз на тиждень в лабораторії Резерфорда. На цих зустрічах обговорювалися найрізноманітніші питання розвитку наук, літератури та мистецтва. Ці збори швидко набули в Англії дику популярність, їх відвідували найіменитіші англійські особи. А на обговоренні питань фізики побували фактично всі «кити» світової науки — Альберт Ейнштейн, Нільс Бор, Вольфганг Паулі, Вернер Гайзенберг, Поль Дірак і багато інших.
У 1934 Капиця писав: «Постійно спілкуючись з різними діячами науки Європи та Англії, я можу надати сприяння ученим, що відряджаються за кордон працювати в різних місцях, що інакше було б для них важким, оскільки моє сприяння ґрунтується не на офіційних зв'язках, а на взаємних послугах та особистому знайомстві з керівними особами». Також Петро Леонідович всіляко сприяв міжнародному обміну досвідом у науковій області. Він був одним з редакторів «Міжнародної серії монографії з фізики», що видаються в Оксфордському університеті. Саме з цих монографії світ дізнався про наукові праці радянських фізиків-теоретиків Миколи Семенова, Якова Френкеля і Георгія Гамова.

## «Капичники»
У 1937 році в інституті Капиці почалися знамениті семінари, так звані «капичники», які отримали незабаром всесоюзну популярність. Петро Леонідович запрошував до себе не тільки відомих фізиків, а й інженерів, вчителів, медиків, взагалі будь-яку людину, яка яким-небудь чином проявила себе. На семінарі, крім особливих фізичних проблем, обговорювалися питання суспільної думки, філософії, генетики. Після семінару всіх основних учасників запрошували до кабінету Капиці на чай з бутербродами[джерело?].

## Афоризми Петра Капиці
- Работа «запоем» вредна — она изматывает человека и понижает его творческие силы[7]:146.
- Без учеников ученый обычно очень быстро погибает как творческая личность и перестаёт двигаться вперёд[7]:151.